# محمد صادق اسماعیلی
محمد صادق اسماعیلی (متولد ۱۲ شهریور ۱۳۶۷، شهداد-کرمان) مستندساز، فیلمساز و نویسنده ایرانی است.

## زندگی هنری
محمد صادق اسماعیلی، فارغ‌التحصیل کارشناسی ارشد تلویزیون در گرایش مستند از دانشگاه صدا و سیمای تهران و کارشناسی رشتهٔ فیلمسازی، گرایش تدوین از دانشگاه فرهنگ و هنر است. وی با ساخت فیلم‌هایی چون بهزاد بدون مجوز، گلی گوران، پا تا پاروز، آشنگ، آدور و گیسلو موفق به دریافت جوایز متعددی از جمله جایزه ویژه هیئت داوران از جشنواره بین‌المللی سینما حقیقت، جایزه و تندیس بهترین فیلم مستند از جشنواره انجمن سینمای جوانان ایران، جایزه بهترین فیلم مستند جشنواره فیلم مسکو (Doker Film)، جایزه بهترین فیلم مستند جشنواره تلویزیونی ایران شده است.
داور سی و نه مین جشنواره بین‌المللی فیلم کوتاه تهران و هیئت انتخاب شانزدهمین جشنواره بین‌المللی سینما حقیقت از دیگر سوابق محمد صادق اسماعیلی است.

## آثار
- مستند (گیسلو)
- مستند «آدور»
- مستند «آشنگ»
- مستند «تور لیدر»
- مستند «پا تا پاروز»
- مستند «بهزاد بدون مجوز»
- مستند «گلی گوران»

## جوایز
- تندیس و جایزه بهترین فیلم مستند جشنواره فیلم مسکو (Doker Film)[۱]
- تندیس و جایزه ویژه هیئت داوران برای فیلم «آدور» از سیزدهمین جشنواره بین‌المللی «سینما حقیقت»[۲]
- تندیس و جایزه بهترین فیلم مستند جشنواره تلویزیونی ایران[۳]
- تندیس بهترین فیلم مستند از شصتمین جشنواره منطقه ای سینمای جوانان ایران - آگر برای مستند «آشنگ»[۴]
- جایزه بهترین فیلم مستند کوتاه، از چهارمین Symi International Film Festival یونان برای مستند «آشنگ»
- جایزه بهترین فیلم مستند کوتاه، از Skiptown Playhouse International Film Festival لوس آنجلس آمریکا برای مستند «آشنگ»
- تندیس و جایزه بهترین فیلنامه، از Frapa International Film Festival برزیل برای مستند «آشنگ»[۵]
- جایزه بهترین فیلم مستند کوتاه، از Dox On The Fox International Film Festival باتاویا آمریکا برای مستند «آشنگ»[۶]
- لوح تقدیر و جایزه فیلم مستند، از Independent Shorts Awards International Film Festival لوس آنجلس آمریکا برای مستند «آشنگ»
- جایزه بزرگ جشنواره ملی فیلم کویر[۷]
- منتخب بیستمین جشنواره بین‌المللی بیگ اسکای آمزیکا[۸]
- نامزد بهرین مستند هجدهمین چشنواره بین‌المللی گوانگچو چین
- نامزد جایزه بهترین کارگردانی فیلم مستند، Finsterra Arrabida International Film Festival پرتقال برای مستند «آشنگ»
- نامزد بهترین فیلم دینی بیست و هشتمین جشنواره بین‌المللی فیلم کوتاه تهران برای مستند «گلی گوران»[۹]
- نامزد بهترین کارگردانی، از سیزدهمین جشنواره بین‌المللی فیلم مستند ایران برای مستند «آدور»[۱۰]
- جایزه بهترین فیلم مستند جشنواره بین‌المللی sylhet بنگلادش